# Benedita Anália de Castro
Benedita Anália de Castro (San Paolo, 17 dicembre 1937) è un'ex cestista brasiliana.

## Carriera
Con il Brasile ha disputato due edizioni dei Campionati del mondo (1964, 1971), i Campionati sudamericani del 1960 e i Giochi panamericani di Cali 1971. 